# نان و کباب
نان و کباب یک غذای ملی ایرانی متشکل از کباب از هر نوع، و یک نوع نان لواش است. این غذا که کباب کوبیده هم نامیده می‌شود، در سراسر ایران شهرت دارد. امروزه به‌طور سنتی در همه جای ایران استفاده و شناخته می‌شود. جوجه کباب، کباب ادویه، شیش‌لیک، چنجه، کباب برگ و چلوکباب از دیگر انواع و ارقام کباب در این سبک از غذاها می‌باشد.